# Mark Merklein
Mark Merklein, né le 28 juin 1972 à Freeport, est un joueur de tennis bahamien, professionnel de 1994 à 2005. Il représentait les États-Unis jusqu'en janvier 1999.
Spécialiste du double, il a remporté 4 tournois ATP et 21 tournois Challenger.
En simple, il s'est distingué en remportant les 4 semaines d'un tournoi Satellite en 1996, soit 23 matchs consécutifs. Il a atteint deux demi-finales de tournois Challenger et a passé le premier tour du Masters de Miami en 1997.

## Palmarès

### Titres en double (4)
| No | Date       | Nom et lieu du tournoi                       | Catégorie    | Dotation  | Surface      | Partenaire      | Finalistes                        | Score           |          |
| -- | ---------- | -------------------------------------------- | ------------ | --------- | ------------ | --------------- | --------------------------------- | --------------- | -------- |
| 1  | 21/04/1997 | U.S. Men's Clay Court Championships Orlando  | World Series | 264 250 $ | Terre (ext.) | Vincent Spadea  | Alex O'Brien Jeff Salzenstein     | 6-4, 4-6, 6-4   |          |
| 2  | 09/09/2002 | Brasil Open Costa do Sauípe                  | Int' Series  | 546 000 $ | Dur (ext.)   | Scott Humphries | Gustavo Kuerten André Sá          | 6-3, 7-61       | Parcours |
| 3  | 03/03/2003 | Franklin Templeton Tennis Classic Scottsdale | Int' Series  | 355 000 $ | Dur (ext.)   | James Blake     | Lleyton Hewitt Mark Philippoussis | 6-4, 62-7, 7-65 |          |
| 4  | 26/04/2004 | BMW Open by Crédit suisse Munich             | Int' Series  | 355 000 $ | Terre (ext.) | James Blake     | Julian Knowle Nenad Zimonjić      | 6-2, 6-4        | Parcours |

### Finales en double (3)
| No | Date       | Nom et lieu du tournoi                               | Catégorie   | Dotation  | Surface      | Vainqueurs                      | Partenaire      | Score          |          |
| -- | ---------- | ---------------------------------------------------- | ----------- | --------- | ------------ | ------------------------------- | --------------- | -------------- | -------- |
| 1  | 04/05/1998 | America's Red Clay Tennis Championship Coral Springs | Int' Series | 245 000 $ | Terre (ext.) | Grant Stafford Kevin Ullyett    | Vincent Spadea  | 7-5, 6-4       |          |
| 2  | 08/09/2003 | Brasil Open Costa do Sauípe                          | Int' Series | 355 000 $ | Dur (ext.)   | Todd Perry Thomas Shimada       | Scott Humphries | 6-2, 6-4       | Parcours |
| 3  | 29/09/2003 | AIG Japan Open Tennis Championships Tokyo            | Series Gold | 665 000 $ | Dur (ext.)   | Justin Gimelstob Nicolas Kiefer | Scott Humphries | 6-7, 6-3, 7-64 | Parcours |

## Résultats en Grand Chelem

### En simple
| Année | Open d'Australie | Open d'Australie | Internationaux de France | Internationaux de France | Wimbledon | Wimbledon | US Open         | US Open       |
| ----- | ---------------- | ---------------- | ------------------------ | ------------------------ | --------- | --------- | --------------- | ------------- |
| 1994  | —                | —                | —                        | —                        | —         | —         | 1er tour (1/64) | Javier Frana  |
| 1998  | —                | —                | —                        | —                        | —         | —         | 1er tour (1/64) | David Nainkin |

N.B. : sous le résultat se trouve le nom de l’ultime adversaire.

### En double
| Année | Open d'Australie             | Open d'Australie          | Internationaux de France     | Internationaux de France   | Wimbledon                    | Wimbledon                  | US Open                      | US Open                    |
| ----- | ---------------------------- | ------------------------- | ---------------------------- | -------------------------- | ---------------------------- | -------------------------- | ---------------------------- | -------------------------- |
| 1993  | —                            | —                         | —                            | —                          | —                            | —                          | 2e tour (1/16) D. Blair      | P. McEnroe R. Reneberg     |
| 1994  | —                            | —                         | —                            | —                          | —                            | —                          | 1er tour (1/32) V. Spadea    | E. Ferreira D. Randall     |
| 1995  | —                            | —                         | —                            | —                          | —                            | —                          | 1er tour (1/32) C. Woodruff  | L. Jensen M. Jensen        |
| 1996  | —                            | —                         | —                            | —                          | —                            | —                          | 1er tour (1/32) B. Shelton   | O. Delaitre J. Tarango     |
| 1997  | —                            | —                         | —                            | —                          | —                            | —                          | 1er tour (1/32) G. Grant     | T. Kronemann D. Macpherson |
| 1998  | —                            | —                         | 2e tour (1/16) M. Sell       | T. Woodbridge M. Woodforde | 1er tour (1/32) M. Sell      | M.-K. Goellner D. Prinosil | 2e tour (1/16) V. Spadea     | M. Damm J. Grabb           |
| 1999  | 2e tour (1/16) D. Flach      | M. Bhupathi L. Paes       | 2e tour (1/16) M. Sell       | W. Black S. Stolle         | 2e tour (1/16) B. Coupe      | R. Federer L. Hewitt       | —                            | —                          |
| 2000  | 1er tour (1/32) F. Montana   | D. Bowen A. Hernández     | —                            | —                          | —                            | —                          | —                            | —                          |
| 2001  | —                            | —                         | —                            | —                          | 1er tour (1/32) J. Blake     | D. Johnson J. Palmer       | 1er tour (1/32) B. Haygarth  | L. Arnold Ker L. Lobo      |
| 2002  | —                            | —                         | 1er tour (1/32) E. Taino     | J. Björkman T. Woodbridge  | 2e tour (1/16) T. Crichton   | M. Bhupathi M. Mirnyi      | 1er tour (1/32) A. Fisher    | J. Novák R. Štěpánek       |
| 2003  | 1/8 de finale J. Blake       | L. Paes D. Rikl           | 1er tour (1/32) S. Humphries | T. Cibulec P. Vízner       | 1er tour (1/32) S. Humphries | M. Lee M. MacLagan         | 1er tour (1/32) S. Humphries | C. Haggard D. Johnson      |
| 2004  | 1er tour (1/32) S. Humphries | J. Björkman T. Woodbridge | 1er tour (1/32) R. Ginepri   | J. Knowle N. Zimonjić      | 1er tour (1/32) R. Ginepri   | M. Knowles D. Nestor       | 1er tour (1/32) R. Ginepri   | T. Berdych I. Karlović     |
| 2005  | —                            | —                         | 2e tour (1/16) V. Spadea     | W. Arthurs P. Hanley       | —                            | —                          | —                            | —                          |

N.B. : le nom du ou de la partenaire se trouve sous le résultat ; le nom des ultimes adversaires se trouve à droite.